# 惣会所
惣会所（そうかいしょ）は、江戸時代の大阪における惣年寄の会所（事務所）である。

## 概略
大阪の惣年寄は、江戸の町年寄のようにめいめいの居宅を役所とせず、郷（北組、南組、天満組）ごとに惣会所があり、惣年寄はそこに集合して事務をとった。
天満組は現在の天満7丁目、北組は現在の平野町3丁目、南組は現在の本町5丁目に惣会所があった。しかし、南組の惣会所は、享保の妙知焼で焼失した後、現在の南農人町1丁目に移った。
各々の惣会所の広さは、500坪ほどであったという。惣会所には、惣年寄のほかに種々の事務員がいた。

### 惣代
惣代は惣会所に住んでいた。最初は北組に3人、南組、天満組にそれぞれ2人ずつであったが、次第に人数が増え、最終的は北組に7人、南組に6人、天満組に4人であった。天満組は郷の規模が小さかったため、すべて規模が小さかった。
惣代は元来、町々の町代であり、町代が順々に町奉行に赴いて、郷内の用事をしていたため、町奉行所では惣代といっていた。しかし、町々の用事が多いため、町奉行所にでるのは迷惑であるといって、人を雇って出頭させた。ところが、雇人が事務に熟達してきて、雇人だけで用がすむようになり、これを町奉行所で惣代とよんだ。
このように惣代は、郷内から扶持銀をもらう雇人であった。しかし、後に惣年寄と同じく世襲となり、町々からもらう扶持銀は、後におおいばりで町代に持参させたり、先取りしたりした。
郷によって違いはあるが、惣代一人の収入は大抵、一年銀3貫目ほど、これに年頭八朔などの役得が1貫目ほど、合計4貫目ないがいの収入があった。ただし、父子同時に勤めるときは、若干の合力銀を貰った。

### 手代・物書ほか
惣代の下に、これを補助する手代がいて、惣代1人あたり手代1人の比である。この手代は、若キ者ともいわれた。また、書類の認方に従事する物書がおり、北組、南組それぞれに3人、天満組には2人が置かれた。後には筆工もできて、定期雇用と臨時雇用とをあわせて、郷ごとに3人ずつ置かれた。さらに会所守は、会所の書類を保管する役として、郷ごとに1人、惣会所に住んだ。
物書以下の給料は2ヶ月を1季とし、1季は200目ずつであった。
以上のほか、小使人足が北組、南組にそれぞれ21人、天満組に17人いて、これは当日、使役の多少に応じて賃銀をもらった。